# Кулевчи (фрегат)
«Кулевчи» — парусный 60-пушечный фрегат Черноморского флота Российской империи. Участник Синопского сражения 18 ноября 1853 года. Назван в память о победе русских войск под командованием генерал-фельдмаршала И. И. Дибича над турецкими войсками 30 мая 1829 года в сражении у села Кулевчи.

## История службы
Корабль «Кулевчи» был заложен в Николаеве и после спуска на воду в 1847 году вошел в состав Черноморского Флота.
В 1848, 1849 и 1851 годах в составе отрядов выходил в крейсерство у кавказского побережья. В июле—августе 1850 года курсировал вдоль берегов Черного моря по маршруту Севастополь — Феодосия — Керчь — Анапа — Новороссийск — Пицунда — Феодосия — Севастополь под флагом начальника штаба Черноморского Флота контр-адмирала В. А. Корнилова. В составе эскадры находился в практическом плавании в Чёрном море в 1852 году.
С 20 мая по 3 июля 1853 года выходил в крейсерство к проливу Босфор. C августа по сентябрь того же года в составе отряда участвовал в перевозке войск из Одессы в Севастополь. 
Участвовал в Крымской войне. 12 ноября 1853 года вышел из Севастополя к Синопу в составе эскадры контр-адмирала Ф. М. Новосильского на усиление эскадры П. С. Нахимова. Через четыре дня эскадры соединились, а ещё через два дня состоялось Синопское сражение. 
Во время Синопского сражения совместно с фрегатом «Кагул» дрейфовал в тылу у эскадры для пресечения попыток отхода турецких судов из бухты. Вел обстрел выходящего из бухты турецкого пароход «Таиф», по пароходу было произведено 260 выстрелов, но из-за установившегося встречного ветра фрегат не смог его преследовать, и пароходу удалось уйти. 22 ноября фрегат «Кулевчи» вернулся в Севастополь, совместно с фрегатом «Кагул» сопровождая повреждённый корабль «Императрица Мария». 
17 февраля 1854 года вошёл в состав эскадры обороны Севастопольского рейда. 31 марта вместе с фрегатом «Кагул» крейсировал у Севастополя, обнаружил и преследовал английский пароход, подошедший ко входу на рейд. Но пароходу после короткой перестрелки удалось уйти в море. В сентябре 1854 года поставлен в гавань, а экипаж переведён в состав морского батальона. 
27 августа 1855 года «Кулевчи» был затоплен на Севастопольском рейде при оставлении города гарнизоном. После войны при расчистке Севастопольской бухты 25 июня 1859 году был поднят со дна и продан.

## Командиры фрегата
Командирами фрегата «Кулевчи» в разное время служили:
- П. И. Кислинский (1848—1849 годы).
- И. А. Ендогуров (1850—1852 годы).
- С. С. Лесовский (по октябрь 1853 года).
- Л. И. Будищев (с октября 1853 года).
- Ф. С. Керн (1854—1855 годы).